# Annamarie Thomas
Annamarie Thomas (Emmeloord, 15 september 1971) is een voormalig Nederlandse schaatsster, die gespecialiseerd was op de middenafstanden.

## Biografie
Thomas nam aan zeven WK-allroundtoernooien deel. Haar eerste deelname, het WK van 1995, leverde haar meteen haar enige podiumplek op: ze werd derde. Ze hield zes afstandsmedailles over aan het WK Allround, goud op de 500 meter (1997, 1999) en 1500 meter (1997), zilver op de 500 meter (1996) en brons op de 1500 meter (1995) en 500 meter (1998).
Naast de middenafstand heeft ze in het begin van haar carrière ook behoorlijke allround prestaties geleverd. In 1996 won ze op zowel de 1000 als de 1500 meter goud op het eerste WK afstanden in Hamar. In 1997 en 1998 werd ze tweede op de NK sprint achter Marianne Timmer en in 2002 werd Thomas tweede achter Andrea Nuyt, maar bij het EK allround in 1995 en 1996 nam ze de zilveren medaille mee. Op 20 maart 1999 reed Thomas een wereldrecord in Calgary op de 1500 meter in 1.55,50 dat bleef staan tot 2001. Na de NK Sprint 2006 besloot ze haar carrière te beëindigen. Op 8 januari eindigde ze op een achtste plaats in het algemeen klassement.
In de zomer en herfst van 2006 was zij deelnemer aan de Sterren dansen op het ijs, een competitie in ijsdansen van SBS6. Op 7 oktober 2006 verloor zij de skate-off van Maud Mulder, met slechts een half procent verschil.
Met ingang van seizoen 2015/2016 is Thomas trainster van de selectie Gewest Noord-Brabant/Limburg/Zeeland.

## Resultaten
| jaar | NK Afstanden                       | NK Allround | NK Sprint | EK Allround         | WK Afstanden             | WK Allround            | WK Sprint               | Olympische Spelen                     | WK Junioren |
| ---- | ---------------------------------- | ----------- | --------- | ------------------- | ------------------------ | ---------------------- | ----------------------- | ------------------------------------- | ----------- |
| 1990 | 9e 500m 10e 1000m                  |             |           |                     |                          |                        |                         |                                       | 14e         |
| 1991 | 14e 500m 12e 1000m 8e 1500m        |             |           |                     |                          |                        |                         |                                       |             |
| 1992 | 8e 500m 11e 1500m 12e 3000m        | 7e          | 4e        |                     |                          |                        |                         |                                       |             |
| 1993 | ns2 500m 11e 3000m                 | Brons       |           |                     |                          |                        |                         |                                       |             |
| 1994 | 1500m · 3000m · 4e 5000m           | Goud        |           | 4e (5e, 4e, 5e, 7e) |                          |                        |                         | 14e 1000m 5e 1500m 5e 3000m 10e 5000m |             |
| 1995 | 1500m · 3000m · 5000m              | Goud        | Goud      | · (, 5e, , 6e)      |                          | · (5e, 6e, , 5e)       |                         |                                       |             |
| 1996 |                                    | Goud        | Goud      | · (, , 7e)          | 1000m · 1500m · 9e 3000m | 4e · (, 7e, 4e, 5e)    | 5e (12e, 4e, 13e, 6e)   |                                       |             |
| 1997 |                                    | 5e          | Zilver    |                     | 9e 1000m 21e 500m        | 5e · (, 6e, 4e, 9e)    | 10e · (15e, 7e, 18e, )  |                                       |             |
| 1998 | 1000m · 1500m · 3000m              |             | Zilver    | 5e · (, 5e, 4e, 9e) | 16e 1000m 8e 1500m       | 7e · (, 8e, 5e, 9e)    | 13e (22e, 7e, 21e, 8e)  | 5e 1000m 6e 1500m 8e 3000m            |             |
| 1999 | 1000m · 1500m · 5e 3000m           |             | 5e        | · (, 4e, , 6e)      | 6e 1000m 5e 1500m        | 4e · (, 8e, , 8e)      | 10e (13e, 4e, 16e, 6e)  |                                       |             |
| 2000 |                                    | Brons       | ns3       | 7e · (4e, , 7e, 9e) | 9e 1000m 6e 1500m        | 10e (9e, 11e, 4e, 12e) |                         |                                       |             |
| 2001 | 6e 500m 6e 1000m 6e 1500m 7e 3000m | 5e          |           | 6e (7e, 9e, 6e, 8e) |                          |                        |                         |                                       |             |
| 2002 | 8e 500m 5e 1000m 4e 1500m          |             | Zilver    |                     |                          |                        | 15e (20e, 10e, 23, 7e)  | 15e 1000m 11e 1500m                   |             |
| 2003 | 1000m · 1500m · 6e 3000m           | Zilver      |           | 5e · (, 9e, , 10e)  | 17e 1500m                | 11e (4e, 15e, 7e, 12e) |                         |                                       |             |
| 2004 | 1000m · 1500m · 1e 3000m           | 7e          | Brons     |                     | 8e 1000m 5e 1500m        |                        | 18e (23e, 4e, 25e, 12e) |                                       |             |
| 2005 | 1000m · 7e 1500m                   |             |           |                     |                          |                        |                         |                                       |             |
| 2006 | 9e 1000m 15e 1500m                 |             | 8e        |                     |                          |                        |                         |                                       |             |

### Medaillespiegel
| Kampioenschap          | Goud · | Zilver · | Brons · |
| ---------------------- | ------ | -------- | ------- |
| NK Afstanden           | x      | x        | x       |
| NK Allround            | x      | x        | x       |
| NK Sprint              | x      | x        | x       |
| EK Allround Klassement | 0      | 2        | 1       |
| EK Allround Afstanden  | 3      | 5        | 3       |
| Olympische Spelen      | 0      | 0        | 0       |
| WK Afstanden           | 2      | 0        | 0       |
| WK Allround klassement | 0      | 0        | 1       |
| WK Allround afstanden  | 3      | 1        | 2       |
| WK Sprint klassement   | 0      | 0        | 0       |
| WK Sprint afstanden    | x      | x        | x       |

## Wereldrecords
| Nr. | Afstand      | Tijd    | Datum         | Baan    |
| --- | ------------ | ------- | ------------- | ------- |
| 1   | minivierkamp | 163,901 | 23 maart 1996 | Calgary |
| 2   | 1500 m       | 1.55,50 | 20 maart 1999 | Calgary |
| 3   | minivierkamp | 158,183 | 21 maart 1999 | Calgary |

## Persoonlijke records
| Afstand    | Tijd    | Datum            | Baan           |
| ---------- | ------- | ---------------- | -------------- |
| 500 meter  | 38,97   | 26 januari 2002  | Salt Lake City |
| 1000 meter | 1.15,20 | 17 februari 2002 | Salt Lake City |
| 1500 meter | 1.55,50 | 20 maart 1999    | Calgary        |
| 3000 meter | 4.11,45 | 6 februari 1999  | Hamar          |
| 5000 meter | 7.16,97 | 7 februari 1999  | Hamar          |